# Kostas Roukounas
Kostas Roukounas all'anagrafe Konstantinos Roukounas (in greco Κώστας Ρούκουνας?; Samo, 1903 – Atene, 11 marzo 1984) è stato un cantante greco dal repertorio di canzoni tradizionali (δημοτικά, dimotikà) e popolari (λαϊκά, laikà), ma anche uno dei primi cantanti conosciuti del genere Rebetiko (ρεμπέτικο) nella sua fase iniziale.

## Biografia
Generalmente Kostas Roukounas è noto per la sua attività di cantante, sebbene fosse anche un bravo compositore e cantautore.
Kostas Roukounas proveniva da una famiglia molto povera e quindi ha dovuto lavorare fin da piccolo, inizialmente presso una manifattura di tabacchi e successivamente come carpentiere in un cantiere navale.
Verso la metà degli anni venti,  inizia la sua carriera artistica come cantante in una taverna, divenendo presto famoso tra gli abitanti dell'isola di Samo, dove era nato.
La sua particolarità erano le Smyrneika, le canzoni di Smirne, un sub-genere precursore dell'attuale Rebetiko, con evidenti influenze anatoliche e caratterizzato da virtuosismi vocali prolungati e strazianti che viene solitamente eseguito con prevalente uso di violini e altri strumenti dal suono melodico tipici della tradizione musicale mediorientale (outi, santouri e altri) diversi da quelli utilizzati nel Rebetiko odierno (bouzouki, baglamas, chitarra).
Le Smyrneika,  ambientate prima della cosiddetta “Catastrofe di Smirne” del 1922,  narrano della spensierata convivenza della comunità greca assieme a quella turca o lamentano amori infelici non corrisposti, con occasionali inclusioni di testi bilingui greco-turchi e con il frequente intercalare riempitivo dell'espressione idiomatica turca Aman, Aman, (pietà, misericordia) come se l'esecutore del brano chiedesse agli ascoltatori del locale di essere scusato per la propria emozione interiore o per la temporanea dimenticanza della strofa successiva, dovuta all'improvvisazione delle parole o all'ubriacatura.
Successivamente, le Smyrneika parlano di dolore e di nostalgia per la Patria perduta.
Verso il 1928, Kostas Roukounas si trasferisce ad Atene per cantare a livello professionale in vari locali, dove infine il suo talento viene scoperto dal compositore Panagiotis Toundas, funzionario di una casa discografica iniziando, così,  le sue prime incisioni su dischi a 78 giri.
La sua voce versatile gli consente di affrontare ogni genere della musica greca, dal tradizionale al Rebetiko.
Nel corso della sua lunga carriera, Roukounas ha collaborato con molti altri compositori, in particolare con Panagiotis Toundas, Spyros Peristeris, Kostas Skarvelis, Grigoris Asikis.